# Leptogamasus orghidani
Leptogamasus orghidani este o specie de acarian care aparține genului Leptogamasus, din familia Parasitidae. Specia a fost descrisă de Ilinca Juvara-Balș în 1981 și a fost denumită în onoarea lui Traian Orghidan, arahnolog român.